# Färöischer Fußballpokal 2025
Der Färöische Fußballpokal 2025, auch bekannt als Løgmanssteypið 2025, findet zwischen dem 7. April und Oktober 2025 statt und wird zum 71. Mal ausgespielt. Das Endspiel wird im Tórsvøllur-Stadion in Tórshavn auf Kunstrasen ausgetragen.
Titelverteidiger HB Tórshavn schied bereits in der 1. Runde aus.

## Teilnehmer
Teilnahmeberechtigt waren alle 16 A-Mannschaften der vier färöischen Ligen. Im Einzelnen sind dies:
| Betrideildin | 1. Deild                                             | 2. Deild    |
| --- | ---------------------------------------------------- | ----------- |
| 1207 Vestur 12B36 Tórshavn 12B68 Toftir 12EB/Streymur 12FC Suðuroy 12HB Tórshavn 12KÍ Klaksvík 12NSÍ Runavík 12TB Tvøroyri 12Víkingur Gøta | 12AB Argir 12B71 Sandur 12ÍF Fuglafjørður 12Skála ÍF | 12FC Hoyvík |

Drittligist MB Miðvágur verzichtete auf eine Teilnahme.

## Modus
Alle Runden werden im K.-o.-System ausgetragen.

## 1. Runde
Die Partien der 1. Runde fanden am 7. und 9. April statt. EB/Streymur erhielt ein Freilos.
|               | Ergebnis  |                 |
| ------------- | --------- | --------------- |
| 07 Vestur     | 1:3 (0:2) | B36 Tórshavn    |
| AB Argir      | 1:0 (1:0) | FC Suðuroy      |
| HB Tórshavn   | 1:2 (0:1) | KÍ Klaksvík     |
| Skála ÍF      | 8:0 (4:0) | TB Tvøroyri     |
| Víkingur Gøta | 3:1 (2:1) | NSÍ Runavík     |
| B68 Toftir    | 4:0 (1:0) | ÍF Fuglafjørður |
| FC Hoyvík     | 1:2 (0:1) | B71 Sandur      |

## Viertelfinale
Die Viertelfinalpartien fanden am 21. April statt.
|               | Ergebnis                        |              |
| ------------- | ------------------------------- | ------------ |
| B71 Sandur    | 3:6 (0:4)                       | B68 Toftir   |
| EB/Streymur   | 2:3 (2:1)                       | AB Argir     |
| KÍ Klaksvík   | 1:1 n. V. (1:1, 0:0), 4:3 i. E. | B36 Tórshavn |
| Víkingur Gøta | 2:1 (1:1)                       | Skála ÍF     |

## Halbfinale
Die Hinspiele im Halbfinale fanden am 20. und 21. Mai statt, die Rückspiele am 17. Juni.
|             | Gesamt |               | Hinspiel  | Rückspiel |
| ----------- | ------ | ------------- | --------- | --------- |
| KÍ Klaksvík | 6:1    | AB Argir      | 4:0 (2:0) | 2:1 (1:1) |
| B68 Toftir  | 0:4    | Víkingur Gøta | 0:2 (0:0) | 0:2 (0:1) |

## Finale
| Paarung | KÍ Klaksvík – Víkingur Gøta |
| Datum   | 31. Oktober 2025            |
| Stadion | Tórsvøllur, Tórshavn        |

## Torschützenliste
Bei gleicher Anzahl von Treffern sind die Spieler nach dem Nachnamen alphabetisch geordnet.
| Platz | Spieler           | Verein        | Tore |
| ----- | ----------------- | ------------- | ---- |
| 1     | Martin Johansen   | Skála ÍF      | 05   |
| 1     | Jóhan Josephsen   | B68 Toftir    | 05   |
| 1     | Patrik Johannesen | KÍ Klaksvík   | 05   |
| 4     | Pætur Petersen    | B36 Tórshavn  | 04   |
| 5     | Poul Kallsberg    | Víkingur Gøta | 03   |
| 6     | Simon Jørgensen   | Skála ÍF      | 02   |
| 6     | Páll Klettskarð   | KÍ Klaksvík   | 02   |
| 6     | Emanuel Kulego    | B68 Toftir    | 02   |
| 6     | Jørgen Nielsen    | Víkingur Gøta | 02   |